# Grandelberg (Schlichtenberger Wald)
Der Grandelberg – bei Einheimischen auch als „Schönbuchetfelsen“ bekannt – ist einer der weniger bekannten Aussichtsberge im östlichen Bayerischen Wald. Er ist 1010 Meter hoch und befindet sich etwa 20 km nördlich von Freyung.
Der Grandelberg ist der Hausberg der Annathaler (Howareidla), die im Jahre 2003 dort ein Gipfelkreuz errichtet haben. Da auf den Gipfel kein markierter Wanderweg führt, wird er nur von Einheimischen bestiegen, ganz im Gegensatz zum nahe gelegenen Almberg.
Auf dem Grandelberg befinden sich drei große Felsen, von denen der Begriff "Schönbuchetfelsen" geprägt ist. Schönbuchet wird das Waldgebiet um den Grandelberg bezeichnet. Der Fels mit dem Gipfelkreuz bietet teilweise einen wunderbaren Ausblick auf die Ortschaft Annathal.
Beim Besteigen der Felsen ist gerade bei feuchtem Wetter Vorsicht geboten. 